# 阿聯酋國家奧林匹克委員會
阿聯酋國家奧林匹克委員會（英語：United Arab Emirates National Olympic Committee；阿拉伯语：‎）是阿聯酋的國家奧林匹克委員會。該組織成立於1979年，是國際奧委會和亞洲奧林匹克理事會的成員。1984年，首次派員參加在美國洛杉磯舉行的夏季奧運會。
現時，阿聯酋國家奧林匹克委員會的總部設在杜拜，主席是Rashid Al Maktoum。

## 資料來源
1. ↑  .   [2014-02-27]. （原始内容存档于2009-02-20）.